# Isocladus otion
Isocladus otion är en kräftdjursart som beskrevs av Barnard 1955. Isocladus otion ingår i släktet Isocladus och familjen klotkräftor. Inga underarter finns listade i Catalogue of Life.